# Jursla
Jursla is een plaats in de gemeente Norrköping in het landschap Östergötland en de provincie Östergötlands län in Zweden. De plaats heeft 1647 inwoners (2005) en een oppervlakte van 127 hectare. De plaats ligt net ten westen van de plaats Åby en ongeveer zeven kilometer ten noorden van de stad Norrköping. Jursla grenst in het westen aan bos en het kleine meer Lillsjön en in het oosten grenst de plaats aan landbouwgrond.